# Ignacio Martínez de Azcoitia
Ignacio Martínez de Azcoitia Herrero (Palencia, 18 de diciembre de 1875 - 20 de junio de 1932) fue un político conservador español. Fue Senador a la Cámara alta y alcalde de Palencia.
Como miembro del Partido Conservador, es designado alcalde de Palencia en enero de 1906, con el apoyo del influyente Abilio Calderón, pero también con el beneplácito de rivales políticos como el exalcalde Cirilo Tejerina. Durante su mandato, tomó la impopular decisión del derribo del Arco de la Puerta del Mercado, que era el último vestigio de la muralla que protegió la ciudad, aunque también fue el alcalde que llevó a la ciudad las canalizaciones de agua potable, inauguradas en septiembre de 1908. Esta obra fue costeada en parte gracias a una donación del filántropo palentino Carlos Casado del Alisal.
Logró su escaño como Senador por la provincia de Palencia para la legislatura 1914-1915.
Tuvo dos hijos, Ignacio y Ramón, y su hermano, Manuel Martínez de Azcoitia, fue también Senador por Palencia en la legislatura 1918-1919.
Falleció en Palencia el 20 de junio de 1932, a la edad de 57 años.
En su honor una calle de Palencia lleva su nombre, y se ha mantenido desde su muerte en la nomenclatura de la ciudad.